# Il Valore Italiano

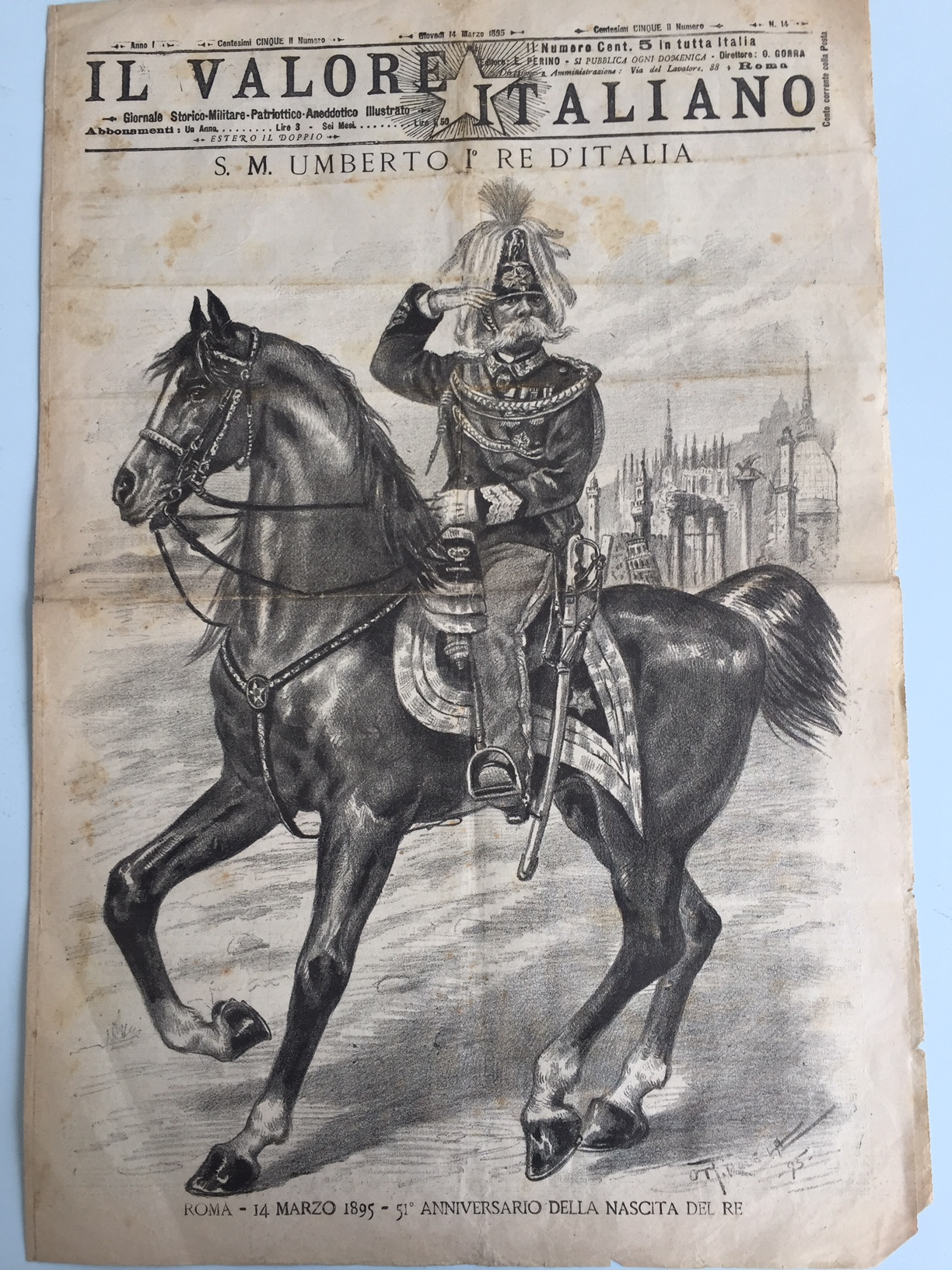
Il Valore Italiano N.12 - 2 marzo 1895

Il Valore Italiano è stato un settimanale storico-militare-patriottico-aneddotico illustrato fondato nel 1895.

## Storia

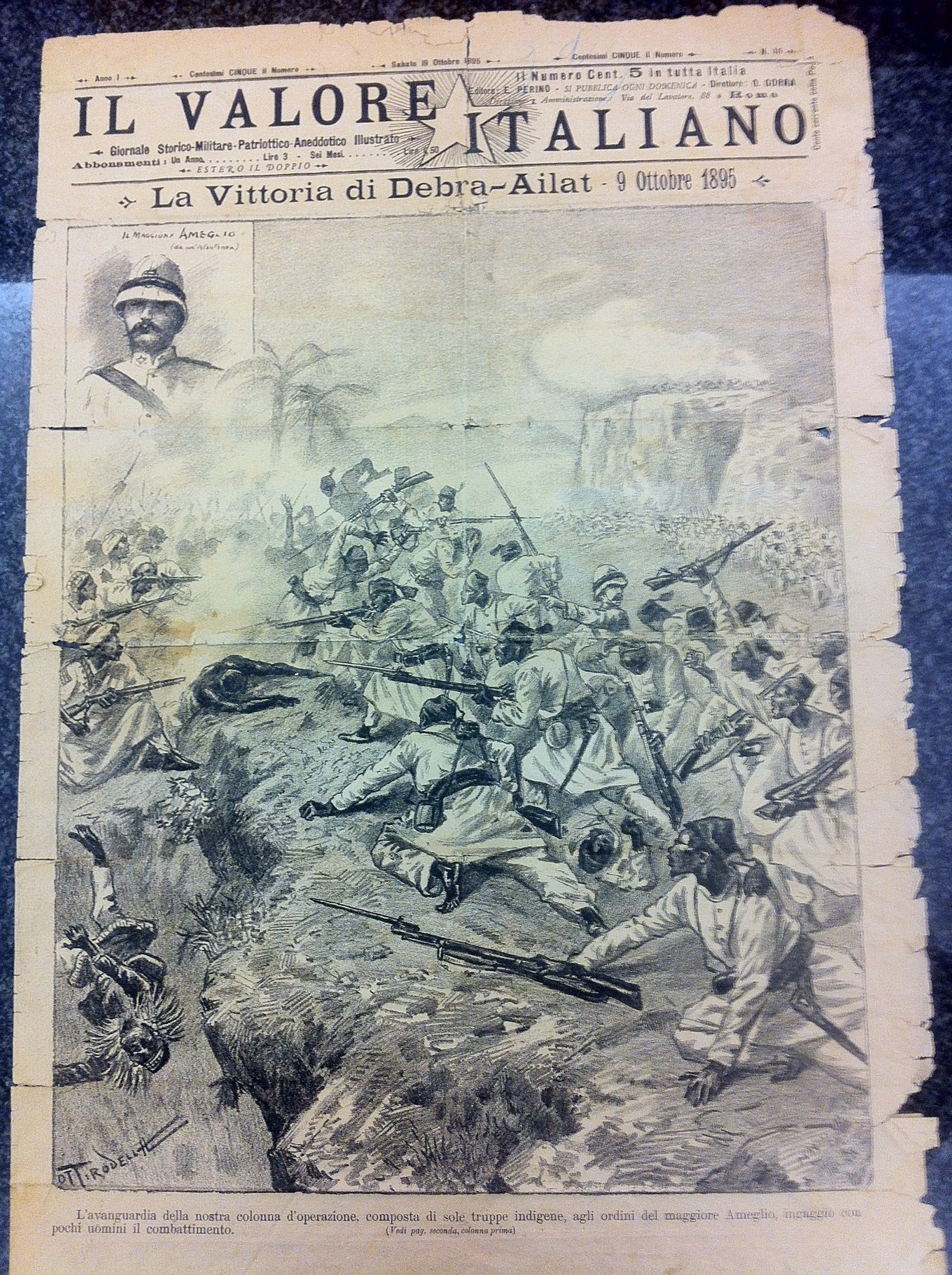
Il Valore Italiano N.46

La seconda metà del XIX secolo è stata caratterizzata in Italia da una serie impareggiabile di fermenti politici, sociali e culturali che hanno condotto all'Unità d'Italia, avvenuta nel 1861. Questo processo di unificazione è stato accompagnato e sostenuto da una serie di pubblicazioni, che hanno dato stimolo e fatto da cassa di risonanza presso l'opinione pubblica, anche se il numero di alfabetizzati (22%) a quel tempo costituiva numericamente solo una minuscola parte, che però aveva un peso decisivo per le sorti del paese.
Tra i tanti giornali, a varia periodicità del periodo risorgimentale, ci fu Il Valore Italiano, che lo stampatore torinese Edoardo Perino editò in via del Lavatore 88 a Roma. Il periodico, che fu diretto da Oreste Gorra, uscì con il primo numero nel 6 gennaio 1895.
Il Valore Italiano, come molte altre pubblicazioni di quel periodo, esaltava le azioni militari, incitava al patriottismo, poneva un forte accento sull'eroismo delle imprese d'armi e soprattutto con coraggio e passione indicava ed insisteva sui valori fondamentali di una società che coltiva un concreto presente e guarda con positiva determinazione al futuro.
Dopo la morte di Edoardo Perino, avvenuta il 31 agosto 1895, il settimanale continuò le pubblicazioni fino al 14 marzo 1897 sotto la direzione di Giggi Zanazzo. 